# العلاقات الأرمنية العراقية
العلاقات الأرمينية العراقية هي العلاقات الثنائية التي تجمع بين أرمينيا والعراق.

## مقارنة بين البلدين
هذه مقارنة عامة ومرجعية للدولتين:
| وجه المقارنة                                              | أرمينيا                    | العراق                       |
| --------------------------------------------------------- | -------------------------- | ---------------------------- |
| المساحة (كم2)                                             | 29.74 ألف                  | 437.07 ألف                   |
| عدد السكان (نسمة)                                         | 2.93 مليون                 | 38.27 مليون                  |
| الكثافة السكانية (ن./كم²)                                 | 98.52                      | 87.56                        |
| العاصمة                                                   | يريفان                     | بغداد                        |
| اللغة الرسمية                                             | لغة أرمنية                 | اللغة العربية، اللغة الكردية |
| العملة                                                    | درام أرميني                | دينار عراقي                  |
| الناتج المحلي الإجمالي (بليون دولار)                      | 11.54 مليار                | 197.72 مليار                 |
| الناتج المحلي الإجمالي (تعادل القوة الشرائية) بليون دولار | 25.41 مليار                | 560.73 مليار                 |
| الناتج المحلي الإجمالي الاسمي للفرد دولار أمريكي          | 3.49 ألف                   | 4.94 ألف                     |
| الناتج المحلي الإجمالي للفرد دولار أمريكي                 | 8.07 ألف                   | 15.06 ألف                    |
| مؤشر التنمية البشرية                                      | 0.743                      | 0.654                        |
| رمز المكالمات الدولي                                      | +374                       | +964                         |
| رمز الإنترنت                                              | .am، .հայ ‏                 | .iq                          |
| المنطقة الزمنية                                           | ت ع م+04:00، توقيت أرمينيا | ت ع م+03:00، ت ع م+04:00     |

## منظمات دولية مشتركة
يشترك البلدان في عضوية مجموعة من المنظمات الدولية، منها:
| علم المنظمة | اسم المنظمة                        | تاريخ انضمام أرمينيا | تاريخ انضمام العراق |
| ----------- | ---------------------------------- | -------------------- | ------------------- |
|             | مؤسسة التنمية الدولية              | 25 أغسطس 1993        | 29 ديسمبر 1960      |
|             | يونسكو                             | 9 يونيو 1992         | 21 أكتوبر 1948      |
|             | وكالة ضمان الاستثمار متعدد الأطراف | 5 ديسمبر 1995        | 6 أكتوبر 2008       |
|             | الأمم المتحدة                      | 2 مارس 1992          | 21 ديسمبر 1945      |
|             | الاتحاد البريدي العالمي            | ?                    | ?                   |
|             | البنك الدولي للإنشاء والتعمير      | 16 سبتمبر 1992       | 27 ديسمبر 1945      |
|             | الاتحاد الدولي للاتصالات           | 30 يونيو 1992        | 12 نوفمبر 1928      |
|             | منظمة حظر الأسلحة الكيميائية       | ?                    | ?                   |
|             | مؤسسة التمويل الدولية              | 18 أبريل 1995        | 27 ديسمبر 1956      |
|             | منظمة الشرطة الجنائية الدولية      | ?                    | ?                   |

## وصلات خارجية
- موقع وزارة الخارجية الأرمينية
- موقع وزارة الخارجية العراقية